# Hans Jørgen Bøtker
Hans Jørgen ”Jøgge” Bøtker (født 1943 – død 29. januar 2009) er en tidligere dansk atlet. Han var medlem af AGF.
Andersen kom over 15 meter i trespring, allerede som 20-årig da han i Madrid 14 juli 1963 sprang 15,03, en cm fra den danske rekord. Rekorden kom 9. juni året efter, da han på Århus Stadion slog Robert Lindholms rekord med 10 cm med ett spring på på 15,14. Han forbedrede rekorden på Frederiksberg stadion 11. juli året efter til 15,20. En rekord som tangerades af John Andersen 1971, men stod i næsten 16 år, frem til 1981, da Peder Dalby sprang 15,30. Bøtker blev dansk mester i 1963, 1965 og 1966, og deltog adskillige gange på det danske landshold.
Bøtker var indehaver af LML-sport.

## Danske mesterskaber
- Sølv 1967 Trespring 14,58
- Bronze 1967 Længdespring 6,80
- Guld 1966 Trespring 14,54
- Sølv 1966 Længdespring 7,07
- Guld 1965 Trespring 14,61
- Sølv 1964 Trespring 14,17
- Guld 1963 Trespring 14,72
- Sølv 1961 Trespring 14,58